# Stone City, Iowa
Stone City, Iowa est un tableau du peintre américain Grant Wood réalisé en 1930, soit la même année que son chef-d'œuvre, American Gothic. Premier paysage d'importance signé par l'artiste, cette huile sur panneau de bois représente Stone City, une petite localité du comté de Jones, dans l'Iowa. Amenée à accueillir la colonie artistique de Stone City dans un proche avenir, la paisible bourgade est ici aperçue depuis une colline cultivée au sud de l'église Saint-Joseph, laquelle émerge à peine du bord gauche d'une composition valorisant davantage le pont routier sur la Wapsipinicon River. Expression précoce du régionalisme naissant au moment de sa création, la peinture est aujourd'hui conservée au Joslyn Art Museum d'Omaha, au Nebraska.